# 雷村乡
雷村乡是中国陕西省渭南市白水县下辖的一个乡。

## 行政区划
雷村乡下辖以下行政区：
雷村、故现村、杨沟村、通道村、甫下村、龙西村、龙中村、龙东村、武家河村、王河村、油王河村、下河西村